# Antal Bolvári
Antal Bolvári (ur. 6 maja 1932 w Kaposvárze, zm. 8 stycznia 2019 w Budapeszcie) – węgierski piłkarz wodny. Dwukrotny złoty medalista olimpijski.
Złote medale zdobywał w Helsinkach w 1952 i w Melbourne cztery lata później. Na dwóch turniejach rozegrał dziesięć spotkań i zdobył trzy bramki. Był mistrzem Europy w 1954.